# Кончи, Никола
Никола Кончи (итал. Nicola Conci; род. 5 января 1997, Тренто, Италия) — итальянский профессиональный шоссейный велогонщик, выступающий c 2018 года за команду мирового тура «Lidl-Trek».

## Статистика выступлений
Чемпионаты
| Соревнование     | Соревнование | 2018 | 2019 |
| ---------------- | ------------ | ---- | ---- |
| Чемпионат Италии | RR           | 81   | 19   |

Гранд Туры
| Гонка           | 2018 | 2019 |
| --------------- | ---- | ---- |
| Джиро д'Италия  | —    | 63   |
| Тур де Франс    | —    | —    |
| Вуэльта Испании | НФ   | —    |

Однодневки
| Монументальные гонки  |      |      |
| Гонка                 | 2018 | 2019 |
| Милан — Сан-Ремо      | —    | —    |
| Тур Фландрии          | —    | —    |
| Париж — Рубе          | —    | —    |
| Льеж — Бастонь — Льеж | —    | 61   |
| Джиро ди Ломбардия    | 37   | —    |

| —  | Не участвовал в гонке |
| НФ | Не финишировал        |